# 쑥부쟁이 (드라마)
《쑥부쟁이》는 MBC에서 2008년 2월 7일부터 2008년 2월 8일까지 방영한 설 특집 드라마이다. 2008년 5월 12일부터 2008년 5월 16일까지 가정의 달 특집 앙코르 드라마로 재방송되었다.

## 기획 의도
- 아버지의 재산을 둘러싼 자식들의 갈등 앞에서 자신의 병을 차마 밝히지 못하는 아버지와 어떤 상황에서도 자식들을 챙기려고 하는 어머니의 모습을 통해 가족의 소중함을 돌아보게 하는 기회를 만들었다.
- 들판에 흔히 피어있는 쑥부쟁이처럼 너무나 가까이 있어 쉽게 지나치기 쉬운 부모님의 소중함과 그들을 대하는 우리의 모습이 어떻게 변화해왔는지 보여주는 드라마이다.[1]

## 등장 인물

### 박창순 가족
아버지 & 어머니
- 권성덕 : 박창순(78세) 역

아버지. 평생을 농부로 살아온 자존심 강한 노인. 세상 물정에도 그리 어둡지 않다. 위암이 재발된 사실을 알고 서울에 살고 있는 자식들을 불러모은다.
- 김용림 : 이순심(77세) 역

어머니. 한평생을 허리띠 졸라매며 한평생을 동동걸음으로 살아온 전형적인 한국의 어머니. 막둥이 아들 영종을 항상 마음에 걸려한다.
자식들
- 고두심 : 박영옥(57세) 역

장녀. 남동생들 공부시키느라 여학교도 졸업 못한 누나. 입이 무겁고 심덕이 무난하다. 노후대책은 해놓은 게 없으며, 외아들은 이민을 가버렸다.
- 임현식 : 김한수(60세) 역

사위. 평생을 조상에게서 받은 재산을 까먹어 가며 살아온 사람. 사진 촬영 등 돈 안되는 취미 생활에 열중.
- 현석 : 박영일(56세) 역

장남. 서울대 출신 대기업 간부. 고향에서는 가히 전설적인 존재. 실력도 없이 대박 낼 생각만 하는 영두와 대충 사는 영종을 경멸한다.
- 김영란 : 정수희(54세) 역

맏며느리. 대학 강사. 우아하지만 냉정한 성격. 남편과는 쇼윈도 부부로 살고 있다.
- 전인택 : 박영두(53세) 역

차남. 기러기 아빠. 머리 좋고 요령 좋다. 두 아이는 미국 조기유학 중이다. 형과는 별로 왕래 없이 산다. 무리한 투자로 사실은 현재 파산 상태.
- 이미지 : 이지영(47세) 역

둘째 며느리. 사치스러운 게 흠이지만, 태생은 상냥하고 귀여우며 어머니에게도 가장 살갑다. 위험한 투자를 계속하는 남편과 헤어지기로 결심한다.
- 이계인 : 박영종(50세) 역

삼남. 막내라고 부모가 오냐오냐 키워서 어려서부터 동네에서 유명하 개망나니. 뭐든 시작만 하면 망해먹는다. 요즘은 뒤늦게 살아보려고 애를 쓴다.
- 박순천 : 나정미(48세) 역

막내 며느리. 속에 품은 말은 다 뱉어내야 시원한 여자. 남편만큼 실속이 없다. 식당에서 일한다.

### 울금댁 가족
- 김영옥 : 이공심(75세) 역

이웃. 8남매가 제 각각 밥벌이를 하고 살아 늘그막에 호강을 하고 사는 노인.
- 박은수 : 억만이(56세) 역

울금댁 장남. 영일의 친구. 영일에 대한 선망과 질투로 구두닦이부터 시작해서 상가주택을 세 채나 가진 부자가 되었다.
- 문용민 : 백만이 역

울금댁 차남. 영종의 동네 선배이자 친구. 늦도록 장가를 못갔지만 현재는 필리핀 출신의 아내와 행복한 신혼이다.
- 헬렌 바데 : 차차리나(31세) 역

백만의 아내. 필리핀에서 시집온 여자.

### 그 외 인물
- 김용선
- 이영희
- 박영지
- 강상구
- 이상미
- 황우연
- 이정훈
- 이영자
- 김응석
- 유준상
- 강문희
- 박현심
- 구민지
- 김철기
- 김소영 (아역)
- 유태웅 (아역)
- 마리안린 카간데
- 바호리지노바 라노

## 시청률
아래의 파란색 숫자는 '최저 시청률'이고, 빨간색 숫자는 '최고 시청률'입니다. 시청률조사회사와 지역별로 시청률에 차이가 있을 수 있습니다.
본방송
| 2008년 | 2008년  | 2008년      | 2008년         |
| 회차   | 방송일  | 부제        | TNmS 시청률    |
| 회차   | 방송일  | 부제        | 대한민국(전국) |
| ------ | ------- | ----------- | -------------- |
| 제1회  | 2월 7일 | 아버지의 땅 | 7.5%           |
| 제2회  | 2월 7일 | 찰떡        | 10.0%          |
| 제3회  | 2월 8일 | 애기무덤    | 12.7%          |
| 제4회  | 2월 8일 | 어머니의 길 | 16.2%          |

앙코르 방송
| 2008년 | 2008년   | 2008년      | 2008년         |
| 회차   | 방송일   | 부제        | TNmS 시청률    |
| 회차   | 방송일   | 부제        | 대한민국(전국) |
| ------ | -------- | ----------- | -------------- |
| 제1회  | 5월 12일 | 아버지의 땅 | 14.3%          |
| 제2회  | 5월 13일 | 자식들      | 12.9%          |
| 제3회  | 5월 14일 | 찰떡        | 10.0%          |
| 제4회  | 5월 15일 | 애기무덤    | 11.0%          |
| 제5회  | 5월 16일 | 어머니의 길 | 13.7%          |

## 참고 사항
- 당초 권이상 PD는 2007년 12월 MBC 창사 기념일에 맞춰 김정수 작가와 <전원일기> 출연진들을 모아 <전원일기 특집 드라마>를 제작하려 했으나 불발되었고, <전원일기>처럼 가족의 정이 살아있는 특집 드라마를 만들어 보자며 제작한 것이 <쑥부쟁이>였다.[3]
- 시청자들의 호평과 재방송 요청으로, 케이블 채널 MBC 드라마넷에서 2008년 2월 12부터 2월 14일까지 오전 8시에 재방송되었다.[4]
- 2008년 5월 19일, 권이상 PD는 해당 드라마를 통해 오늘날의 부모와 자식 간 모습을 솔직하게 그려낸 점을 높이 평가받아 '국민포상'을 받았다.[5]
- 김정수 (본명 김정숙) 작가는 해당 작품과 SBS 《행복합니다》 등을 통해 35회 한국방송대상 통합 작가상 수상의 영예를 안았으며[6] 이에 앞서 MBC 《전원일기》로 10회 TV 극본상[7], MBC 《그대 그리고 나》등으로[8] 25회 TV 작가상(17회부터 TV-라디오 극본상에서 작가상으로 변경됐으며 26회부터 통합 작가상으로 바뀜) 수상의 영예를 안았다.